# Biskupi Kunmingu
Biskupi Kunmingu – rzymskokatoliccy biskupi mający swoją stolicę biskupią w Kunmingu, obecnie w Chińskiej Republice Ludowej. W Kunmingu mieściła się stolica wikariatu apostolskiego (1687 - 1755 i ponownie 1840 - 1946) oraz archidiecezji (1946 - nadal).
Jedynym znanym wikariuszem apostolskim z lat 1687 - 1715 był Hiszpan. Po 1840 ordynariuszami w Kunmingu było 5 Francuzów i 1 Belg.

## Ordynariusze

### Wikariusze apostolscy Guangdong-Kuangsi-Junnan
- o. Francisco Varo OP[a] (1687) mianowany 5 lutego 1687, 5 dni po swojej śmierci, o której nie było wiadomo w Rzymie
- 1687 - 1696 brak danych

### Wikariusze apostolscy Junnanu
- o. Philibert LeBlanc MEP[a] (październik 1696 - 2 września 1720)
- 1720 - 1755 brak danych
- Joseph Ponsot MEP (21 stycznia 1841 - 17 listopada 1880)
- Jean-Joseph Fenouil MEP (29 lipca 1881 - 10 stycznia 1907)
- Charles-Marie-Félix de Gorostarzu MEP (10 grudnia 1907 - 27 marca 1933)
- Georges-Marie-Joseph-Hubert-Ghislain de Jonghe d’Ardoye MEP (3 maja 1933 - 16 października 1938) następnie mianowany delegatem apostolskim w Iraku
- Jean Larregain MEP (13 czerwca 1939 - 2 maja 1942)
- Alexandre-Joseph-Charles Derouineau MEP (8 grudnia 1943 - 11 kwietnia 1946)

### Arcybiskupi Kunmingu
- Alexandre-Joseph-Charles Derouineau MEP (11 kwietnia 1946 - 30 września 1973)
- sede vacante (być może urząd pełnił biskup(i) Kościoła podziemnego)
- Joseph Ma Yinglin (22 września 2018 - nadal) od 2006 antybiskup; w 2018 uznany przez papieża Franciszka na mocy porozumienia watykańsko-chińskiego

## Biskupi koadiutorzy
W wikariacie apostolskim Junnanu służyło trzech koadiutorów, jednak żaden z nich ostatecznie nie objął katedry w Kunmingu. Byli to:
- Joseph-Marie Chauveau MEP (1849.07.06 – 1864.09.09) następnie mianowany wikariuszem apostolskim Tybetu
- Joseph-Claude Excoffier MEP (1895.03.30 – 1907.01) zrezygnował
- o. Paul Louis Marie Audren MEP[b] (1932.04.26 – 1932.09.13) zrezygnował

## Arcybiskupi bez mandatu papieskiego
Archidiecezją Kunming rządziło dwóch, uznawanych przez Stolicę Apostolską za nieprawowitych, arcybiskupów. Obaj oni należeli do Patriotycznego Stowarzyszenia Katolików Chińskich i zostali mianowani z polecenia komunistycznych władz chińskich bez zgody papieża. Są to:
- Kong Lingzhong PSS (1962 – 30 października 1992)
- Joseph Ma Yinglin (2006 - nadal)